# Chlamydiales
Chlamydiales is een orde van micro-organismen dat verschillende ziekten bij mensen en dieren veroorzaakt.
De bacteriële orde Chlamydiales omvat alleen intracellulaire bacteriën die een chlamydia-achtige ontwikkelingscyclus van replicatie en ten minste 80% 16S rRNA of 23S rRNA gensequentie identiteit met andere leden van Chlamydiales hebben. 
Alle soorten kunnen alleen voortbestaan in een eukaryotische gastheercel die zij parasiteren of waarmee zij in symbiose leven. Chlamydiales leven in dieren, insecten en protozoa.
De orde Chlamydiales omvat de families Chlamydiaceae, Simkaniaceae en Waddliaceae, die gram-negatieve extracellulaire infectieuze lichamen (EBs) hebben en de Parachlamydiaceae die variabele gram kleuring van EBs heeft. De familie Rhabdochlamydiaceae is voorgesteld.
Tot de Chlamydiales behoren onder andere:
Familie: Chlamydiaceae
Geslacht: Chlamydia
Soorten: 
Chlamydia trachomatis
Chlamydia suis
Chlamydia muridarum
Geslacht:Chlamydophila
Soorten: 
Chlamydophila abortus
Chlamydophila caviae
Chlamydophila felis
Chlamydophila pecorum 
Chlamydophila pneumoniae
Chlamydophila psittaci
Familie: Parachlamydiaceae
Geslachten: Parachlamydia - Neochlamydia - Protochlamydia
Familie: Simkaniaceae
Geslachten: Simkania - Fritschea
Familie: Waddliaceae
Geslacht: Waddlia
Familie: Rhabdochlamydiaceae
Geslacht: Rhabdochlamydia